# Allibera el mugró
Allibera el mugró (en anglès, Free the Nipple) és un moviment creat al 2012 per l'activista i cineasta Lina Esco, qui qüestiona la convenció de considerar indecent l'exposició dels pits de la dona, al contrari que l'exposició del tors de l'home. La campanya no defensa exclusivament que les dones puguin despullar-se el tors en qualsevol moment, sinó que busca l'eliminació de les tendències de la societat de sexualitzar la part superior del cos de les dones, cridant l'atenció a hipocresies i inconsistències a la cultura nord-americana i els seu sistema legal que reforça els tabús. Últimament, la campanya tracta de descriminalitzar el despullat del tors femení als Estats Units i l'empoderament de dones al voltant dels països occidentals, en una major lluita en contra de la desigualtat de gènere d'arreu del món.

## Història
Malgrat els canvis en estatuts i regularitzacions respecte a la legalització del despullat a la part superior del cos per a una dona en diferents estats, encara segueixen en risc de ser presentades càrrecs per incidència pública, disturbi de la pau o comportament obscè. Per exemple, Phoenix Feeley va ser segrestada y empresonada per tenir el pit descobert en l'estat de Nova York l'any 2005. Com els càrrecs van ser aprovat erronis, considerant que el despullament superior d'una dona havia sigut il·legal durant gairebé 15 anys a l'estat de Nova York. Feeley va ser alliberada i va rebre posteriorment $29.000 dòlars per danys.
Les activistes de Free The Nipple mencionen que fins a 1930, en les platges era il·legal els topless masculins. La lluita que van portar a terme aquests per a l'obtenció del dret a topless va aconseguir l'anul·lació de la llei per afavorir els seus interessos. Així doncs, les dones lluiten en l'actualitat per aconseguir derrotar la llei que les oprimeix.
Un dels primers antecedents d'aquest moviment social es va donar el 2005, quan Phoenix Feeley va ser arrestada i empresonada per prendre el sol en topless a Nova York. Aquesta crítica la diferència del judici que determina la societat amb relació a si l'individu que mostra els seus pits es tracta d'un home o d'una dona.
Al 2015, la campanya va rebre l'atenció a Islàndia i va ser recolzat per MP Bjort Ólafsdottir, qui va penjar una fotografia del seu pit descobert, en solidaritat amb una activista adolescent que va ser acosada.

## Lleis d'exposició indecent
D'acord amb les lleis de despullat i decència pública dels Estats Units; Hawai, Maine, Ohio i Texas, són els seleccionats d'entre molts estats que explícitament van legalitzar el despullat de la part superior del cos, tant pels homes, com per les dones en llocs públics. Tot i així, la majoria dels estats d'aquest país denota, explicita o implícitament, que qualsevol tipus d'exposició de l'arèola femenina és un acte d'exposició indecent, per tant, es converteix en una ofensa criminal. Arizona, Florida, Hawai, Illinois, Nova York, Carolina del Sud, Utah, Virgínia i Washington són els únics estats on les seves lleis diferencien a mares alletant d'"actes públics obscens".
En canvi, al Regne Unit no és il·legal estar amb el pit descobert. Al 2009, la Policia Metropolitana de Londres va dir-li a la cadena BBC que no és un crim aparèixer despullat en públic. Al Regne Unit, és tècnicament legal bronzejar-se despullar a qualsevol platja. No obstant això, Stephen Gough ha estat diversos anys a la presó a Escòcia per incompliment d'una ordre per anar despullat en públic.

## Censura en línia
La cultura en línia és un altre factor que reforça els tabús sobre el mugró femení perquè moltes plataformes de xarxes socials com Instagram prohibeixen qualsevol "contingut gràfic" de l'arèola d'una dona. En canvi, aquesta normativa no perjudica als homes, ja que normalment no tenen cap problema per penjar una imatgen sense samarreta. Diverses famoses, com Miley Cyrus, Rihanna i Scout Willis han sigut censurades per Instagram per exposar els seus pits a Instagram.
Aquest moviment que des de fa un temps és molt seguit a través del hashtag #FreeTheNipple (allibera el mugró) ha sigut hackejat en Instagram per pornografia, i és per aquest motiu que actualment molts usuaris de la xarxa reivindiquen l'abolició d'aquesta regla.

## Pel·lícula
Al 2014, la directora nord-americana Lina Esco va publicar el seu llargmetratge Free the Nipple. Aquest se centra en un grup de dones joves de Nova York que protesten en contra dels tabús legals i culturals respecte als pits femenins, fent trucs publicitaris, grafitis, instal·lacions, entre d'altres. Aquestes, en la protesta anant pels carrers en topless, també utilitzen passamuntanyes per ocultar la seva identitat com a referència a la criminalització d'anar amb topless i de protestar.
La pel·lícula va estar ben acollida entre els internautes, rebent comentaris positius sobre els aspectes i objectius de la campanya. Coincideixen en diferents aspectes com en la necessitat de la igualtat entre els sexes.
Trailer de la pel·lícula : https://www.youtube.com/watch?v=eX8czRjkaBI